# Erwin Ding-Schuler
Erwin Ding-Schuler, né le 19 septembre 1912 à Bitterfeld et mort le 11 août 1945 à Freising, est un chirurgien allemand, officier de la SS avec le rang de Sturmbannführer, ayant participé aux expérimentations médicales nazies au camp de Buchenwald durant la Seconde Guerre mondiale.
Arrêté par les troupes américaines le 25 avril 1945, il s'est suicidé le 11 août 1945.

## Biographie
C'est l'enfant naturel d'une jeune fille nommée Braun. Son père était un médecin de noblesse locale, le baron Von Schuler qui menait une vie dissolue dans la petite ville de Grimma. Il est adopté par un riche commerçant de Leipzig qui lui donne son nom de Ding.
Il adhère au parti nazi en 1932, puis rejoint la SS. En 1936, il est médecin Sturmbannführer (équivalent de commandant dans l'armée française), mais il est bloqué dans sa carrière, car sa naissance illégitime l'empêche de devenir officier supérieur chez les SS.
En 1939, il est affecté comme médecin au camp de Buchenwald. En 1941, il a l'occasion de rencontrer Heinrich Himmler, chef suprême de la SS. Il lui fait part de ses ambitions : réussir sa carrière médicale, obtenir une chaire universitaire, et avoir le droit de porter le nom de son père. 
En décembre 1941, Himmler et Joachim Mrugowsky (hygiéniste en chef de la SS) prennent la décision de créer un centre de recherches sur le typhus à Buchenwald, et de nommer Ding comme directeur, le 2 janvier 1942. À cette occasion, Ding obtient le droit de s'appeler Ding-Schuler. Ce centre sera connu des détenus sous le nom de « bloc 46 », un bloc d'où l'on ne revient guère.
De 1942 à 1944, Ding réalise des séries d'expérimentations sur les détenus de Buchenwald, exécutant les différentes demandes de la direction médicale de la SS.
En août 1943, un nouveau laboratoire est créé à Buchenwald, le bloc 50. Il s'agit de fabriquer un vaccin contre le typhus, dit « vaccin Weimar » exclusivement réservé aux SS. En ce lieu, Ding réunit tous les détenus ayant une compétence biomédicale ou chimique pour leur faire fabriquer ce vaccin.  

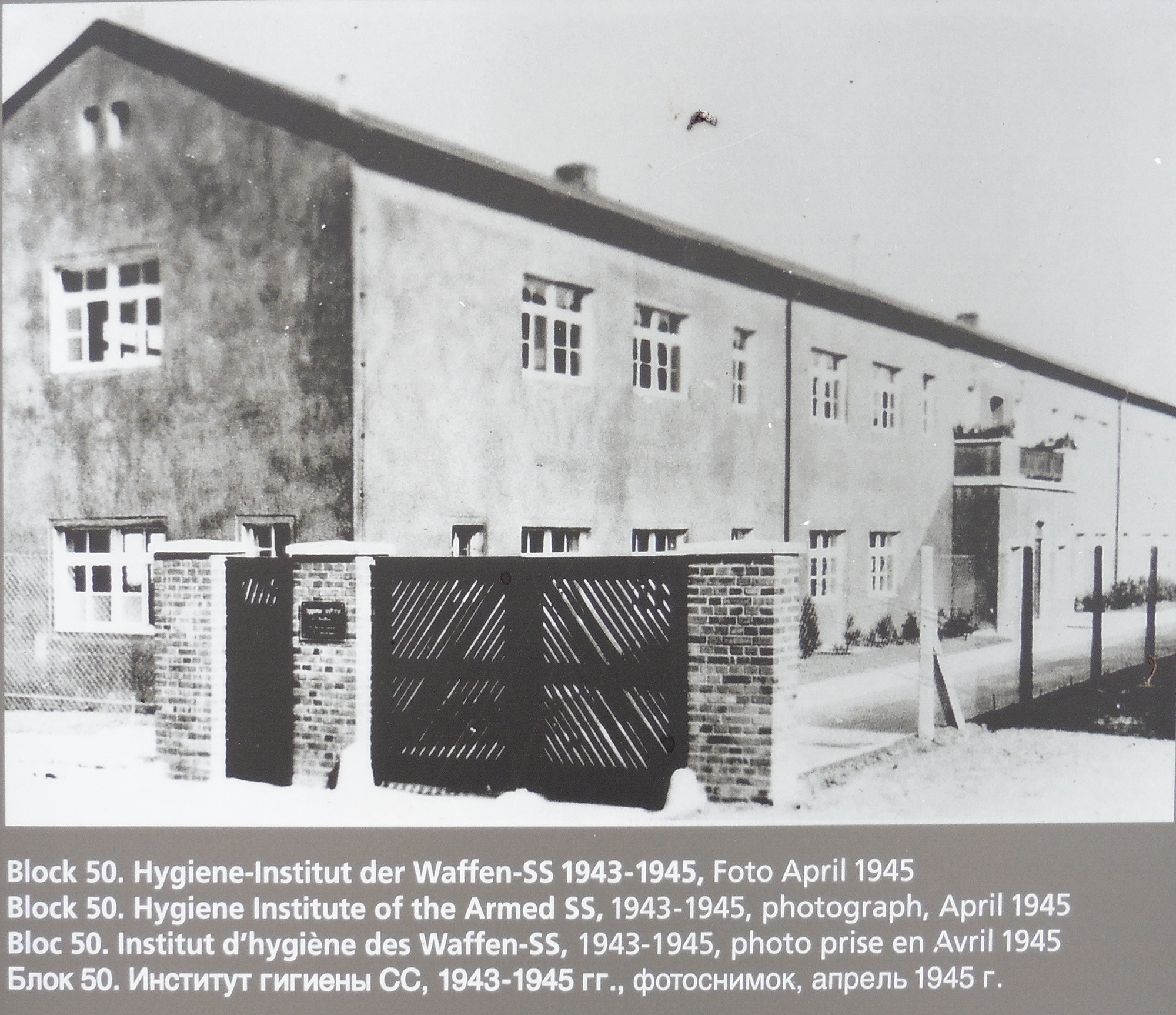
Le bloc 50 de Buchenwald en décembre 1945.

Vers la fin 1943, le bloc 50 produit donc un vaccin, mais cette production est sabotée par les scientifiques qui gardent un vrai vaccin pour les détenus et un autre sans valeur pour les SS. Un comité de résistance clandestin s'est formé, où l'on trouve entre autres Alfred Balachowsky. Le lieu fonctionne aussi comme un asile, permettant d'abriter, sous prétexte d'un emploi, ceux dont la vie est directement menacée à l'intérieur du camp. 
Ding s'aperçoit de ce dernier point durant l'année 1944, mais il laisse faire, prenant conscience que l'Allemagne nazie est perdue, en ironisant sur l'ultimum refugium judaeorum, « le dernier refuge des Juifs ». À l'intérieur du camp, il continue de se faire appeler Ding ou Ding-Schuler, et à l'extérieur il se présente comme Schuler. 
En automne 1943, une nouvelle direction du camp de Buchenwald est en place, à la suite du commandant précédent Karl Otto Koch, condamné pour enrichissement personnel et meurtre. Les nouveaux dirigeants refusent de prendre la responsabilité de la sélection des prisonniers pour les expériences. Ding lui-même n'accepte plus de ses supérieurs que des ordres écrits. 
En mars 1945, il cherche à ménager son avenir en négociant avec le comité clandestin de résistance du camp de Buchenwald. En avril, il détruit toutes ses archives, avant d'être capturé par l'armée américaine le 25 avril. 
Enfermé dans la prison de Munich-Freising, il tente de se suicider fin juin 1945, et réussit deux mois plus tard, le 11 août 1945. 

## Expérimentations humaines
On connaît principalement son activité de médecin-chef à Buchenwald par Eugen Kogon, prisonnier entre 1939 et 1945, qui était son secrétaire particulier, ainsi que par les rapports qu'il adressait régulièrement à son supérieur, Mrugowsky.
En janvier 1942, lorsque Ding est nommé, à l'âge de 29 ans, directeur du centre de recherches sur le typhus de Buchenwald, il n'a guère de compétence en microbiologie et en vaccins. Le professeur SS Eugen Gildemeister (de), président de l'institut Koch de Berlin, vient en personne pour effectuer les premières expériences et former Ding sur le tas en quelques semaines en lui apprenant comment manipuler et inoculer le germe du typhus. Au cours de cette formation, Ding commet une maladresse : il s'infecte du typhus et doit se faire soigner à Berlin. Il est alors remplacé un temps par son adjoint Waldermar Hoven.

### Typhus
Le nombre de malades atteints spontanément de typhus n'était pas suffisant. Un test préliminaire est pratiqué dès janvier 1942 sur cinq personnes afin de déterminer la dose nécessaire pour inoculer le typhus à partir d'une souche de l'institut Koch. Le germe du typhus est ensuite cultivé en contaminant trois à cinq personnes par mois, destinées à servir de réservoir de sang contaminé pour 24 séries d'expériences.

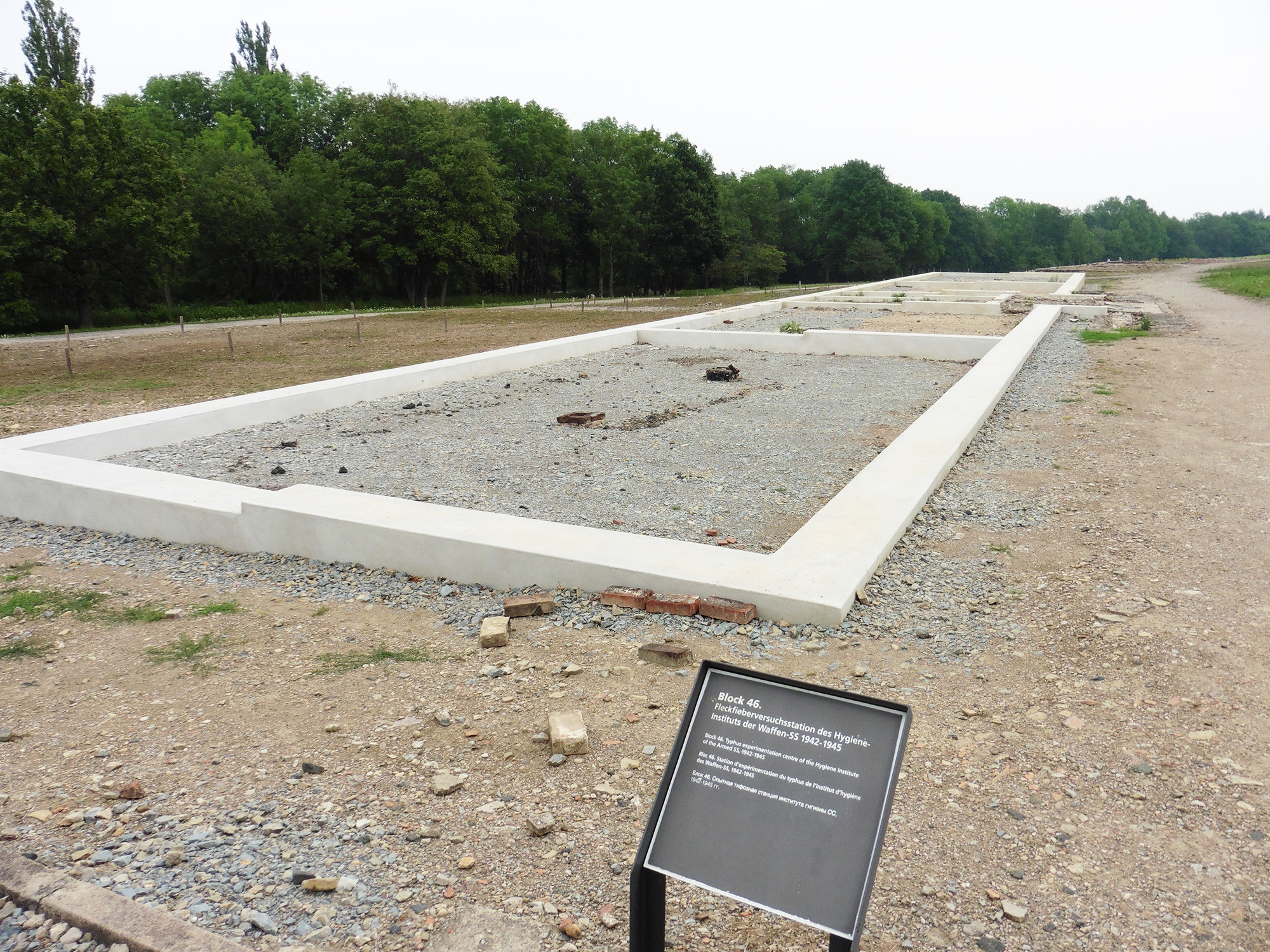
Les fondations du bloc 46 au mémorial de Buchenwald.

À partir d'octobre 1942, Ding est chargé de tester quatre vaccins contre le typhus, afin de déterminer quel est le meilleur : le vaccin allemand des usines Behring, le vaccin américain de Cox, le vaccin polonais de Weigl et le vaccin français de Durand-Giroud. 150 détenus juifs (prisonniers de guerre soviétiques) sont désignés. Durant 8 semaines, ils sont bien nourris de façon à correspondre au modèle du soldat allemand, d'où le surnom du bloc 46 : « la clinique de luxe ». 
Ding se tenait à distance du bloc 46 ou « bloc du typhus » pour éviter toute contamination. Il délègue l'organisation à un détenu brutal, Arthur Dietzsch (en) avec pouvoir de vie et de mort. Dietzsch dirige une équipe médicale, à laquelle doivent participer les médecins détenus réputés, tels que Charles Richet ou Alfred Balachowsky. 
Le supérieur de Ding, Joachim Mrugowsky, publie un rapport sur une « épidémie » fictive pour camoufler la contamination volontaire des victimes, en donnant une mortalité de 30 % chez les non vaccinés et de deux morts chez les vaccinés (sans donner les effectifs des groupes). 
En décembre 1942, Ding décide de recourir à une inoculation « naturelle » du typhus en utilisant des cages de poux contaminés, attachées aux jambes nues des victimes. 
En 1943, Ding publie un article détaillé sur les aspects expérimentaux : 100 détenus sont vaccinés (25 pour chaque vaccin) et 50 non vaccinés (groupe témoin). À tous, le typhus est inoculé plus tard, par injection de sang contaminé. Le taux de mortalité dépasse les 50 % chez les vaccinés, et approche les 100 % chez les non vaccinés. Les résultats ne sont pas significatifs pour différencier les vaccins.  
D'autres séries d'expériences du même genre suivent, mais le fait d'entretenir le germe du typhus chez des « transmetteurs de passage » accroît sa virulence : les taux de mortalité ne font qu'augmenter, brouillant toute interprétation des résultats.  
Selon leur condition physique, les survivants sont soit désignés pour un travail pénible, soit exécutés directement par injection d'acide prussique ou de phénol.  
En avril 1943, les dirigeants de l'entreprise chimique IG Farben, appuyés par Mrugowsky, demandent à Ding d'expérimenter deux produits chimiques contre le typhus, susceptibles de remplacer une vaccination : l'acridine et le ruténol (ou 3382, un dérivé de l'arsenic dont la formule n'est pas connue avec précision).  
39 détenus sont désignés : 15 reçoivent de l'acridrine, 15 du ruténol, neuf servent de témoins et tous sont infectés par le typhus. La mortalité fut de 53 % dans les trois groupes avec des complications différentes selon les groupes. Ces résultats furent publiés dans une revue allemande en 1944. L'article est signé par Ding, mais il ne mentionne ni le nom de Buchenwald, ni le fait que les malades sont des détenus infectés de force par le typhus.  
Fin 1943, les premiers travaux publiés de Ding sont connus au niveau international. Le 18 décembre 1943, l'éditorial du The Lancet remarque que le vaccin des Alliés valait celui de ses concurrents, mais s'interroge sur ces expériences de masse menées sur des prisonniers de guerre, dont la nationalité exacte ne leur est pas connue. Britanniques et Américains s'émeuvent et s'inquiètent de leur sort, par crainte que les leurs ne deviennent couramment victimes d'expériences.

### Autres
À partir de mai 1943, Ding veut tout expérimenter et explorer, afin d'obtenir les titres dont il rêve (noblesse et chaire universitaire) : fièvre jaune, variole, choléra, diphtérie, typhoïde...  Médicaments chimiques, vaccins et souches microbiennes sont expédiés au block 46, à la demande de Ding. Pour se perfectionner, il effectue un stage d'un mois (10 septembre-10 octobre 1943) à l'institut Pasteur de Paris dans le service de Paul Giroud (en).

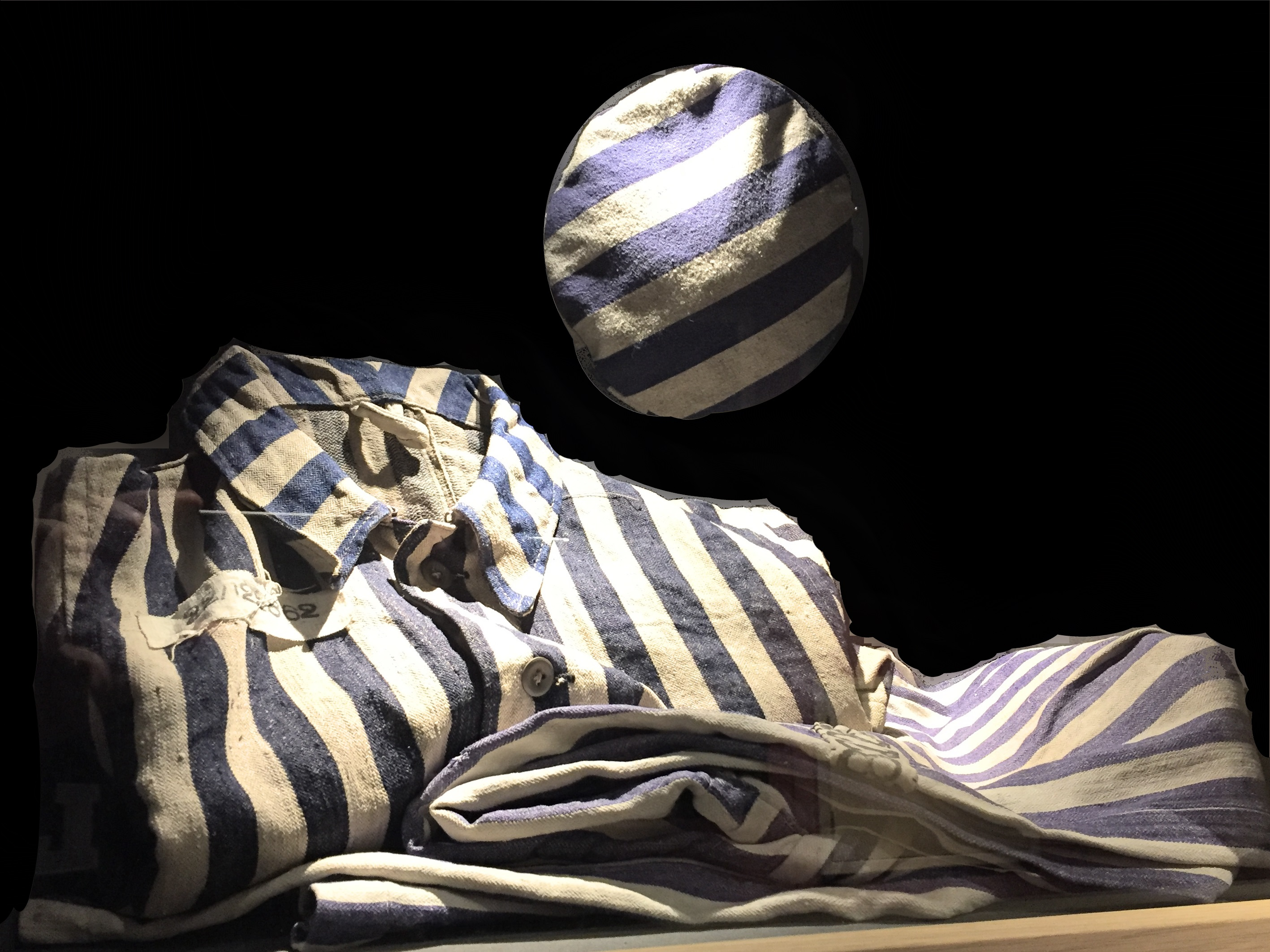
Uniforme de détenu à Buchenwald, Musée juif d'Oslo.

En automne 1943, après le bombardement de Hambourg par des bombes incendiaires au phosphore, il est chargé de tester des pommades contre les brûlures. Il demande alors qu'on lui envoie le contenu d'une bombe anglaise non explosée. Cinq sujets sont anesthésiés et, quand ils se réveillent, ils se retrouvent avec une brûlure douloureuse de 20 cm2 sur le bras et jusqu'à 2 cm de profondeur. Ding teste non seulement les pommades, mais aussi tout produit dont il attend une efficacité.
En juillet 1944, Ding reçoit le médecin danois Carl Vaernet, autorisé par les SS à faire des recherches sur le « traitement » de l'homosexualité dans le camp de Buchenwald. 15 détenus à triangle rose sont choisis, on leur greffe une préparation d'hormones mâles sous la peau dont l'effet devrait durer un an. Quelques mois après, deux sujets sont morts et les 13 autres sont restés homosexuels.
En automne 1944, un attentat est commis en Pologne contre un haut responsable nazi blessé légèrement par balle mais mort quelques heures plus tard. Les munitions retrouvées étaient d'origine russe, creuses et contenant un poison cristallisé, l'aconitine. En novembre, Ding est chargé d'effectuer des recherches sur le sujet. Cinq détenus soviétiques sont choisis, on leur tire une balle à l'aconitine dans la cuisse. Trois hommes meurent d'intoxication en deux heures ;  les deux autres, qui ne présentent aucune réaction particulière, sont achevés d'une deuxième balle. Tout au long de l'expérience, Ding note les réactions des victimes.
Le supérieur de Ding, le professeur Mrugowsky, assistait à l'expérience. Il se défendra ainsi lors du procès des Médecins : « Ce n'était pas une expérience au sens réel du terme. Il s'agissait de l'exécution légale de cinq voleurs, au cours de laquelle on devait s'assurer de certains faits particuliers. »
Quant à Ding lui-même, avant de se suicider en prison, il produira aux enquêteurs une attestation selon laquelle, ayant eu une méningite par typhus, il avait perdu la mémoire des dates et des chiffres.